# 土屋敦
土屋 敦（つちや あつし、1969年- ）は、日本の料理研究家、書評家、ライター、編集者。神奈川県茅ヶ崎市出身。

## 人物
栄光学園高等学校を経て、1994年慶応義塾大学経済学部卒業。同年講談社に入社、1997年に退社してフリーランスの編集者・ライターに。週刊誌などに書評、インタビューを執筆し、週刊誌書評欄の編集、書籍編集を行う。HONZ編集長。オールアバウトで男の料理ガイドを務める。
「男のパスタ道」「男のハンバーグ道」などの著作や「All About 男の料理」の中の「時短の逆をいく、長時間レシピが旨すぎてヤバい」シリーズなどに代表される通り、研究に研究を重ね理想の調理時間や方法を追求し、時間や手間を惜しまない料理方法で知られる。そのため、定期的に出演しているNHKラジオ「すっぴん!」では、「『めんどくさい料理』研究家」として紹介されている。「『めんどくさい』料理研究家」ではない。

## 著書
- ウケる一皿　（メディアファクトリー 2007年）
- なんたって豚の角煮（大和書房 2007年）
- やっぱりフライパンレシピ（青春出版社 2008年）
- クッキング快楽宣言（梧桐書院 2010年）
- 男のパスタ道（ 日本経済新聞出版社 2014年）
- 男のハンバーグ道（ 日経プレミアシリーズ 2015年）
- このレシピがすごい！（ 扶桑社新書 2015年）
- 家飲みを極める（ NHK出版新書 2016年）

## 共著
- 日本のいきもの図鑑（講談社 2001年）
- ゆでて30秒　名作うどん　（蓮見壽 講談社 2010年）

## 監修
- スーパーマーケットで働く女性たちの絶品アイデアレシピ（商業界 2013年）
- 夢の病院をつくろう チャイルド・ケモ・ハウスができるまで（ポプラ社 2013年）